# 梁邦瑞
梁邦瑞（？—1582年），明朝顺天府（今北京）人，明穆宗的女婿。

## 生平
梁邦瑞父亲是兵马副指挥梁桂，万历十年（1582年），明神宗封胞妹为永宁长公主，由司礼监太监冯保负责选驸马。
梁邦瑞身患痨病，贿赂冯保，同年二月乙未，梁邦瑞被封为驸马都尉。
婚礼当日，梁邦瑞竟鼻血不止，沾湿礼服，几乎不能完成仪式，而太监们竟还坚称是挂红吉兆。梁邦瑞在婚后又遭到太监、宫女屡次勒索、打骂，同年五月庚申，驸马都尉梁邦瑞卒。万历二十二年（1594年），永宁公主逝世，与已故驸马都尉梁邦瑞合葬并祭一坛。